# Rancho de las Golondrinas
El Rancho de las Golondrinas es un antiguo rancho español localizado en el norte del actual estado de Nuevo México, Estados Unidos, fundado en el año 1710 por Miguel Vega y Coca.
Es una antigua finca en el norte del Estado de Nuevo México de 3.4 acres (1.4 ha), que se ha recreado como un "museo vivo". Hacia el norte, este era el último lugar de acampada (paraje, cf. caravanserai) en el Camino Real antes de llegar a Santa Fe, New Mexico y un día de viaje hacia el sur de Santa Fe. Hoy en día, sus 200 acres (0.81 km²) se ubican justo al norte de La Bajada Hill en Caja del Río en Los Pinos Road a unas 12 millas (19 km) al suroeste de los límites de la ciudad de Santa Fe. Hay dos festivales anuales en El Rancho de las Golondrinas, uno en primavera y otro en octubre.
Su sistemas de acequias se encuentra en el Registro Nacional de Lugares Históricos de Nuevo México.